# Émir
Ne doit pas être confondu avec Emyr.

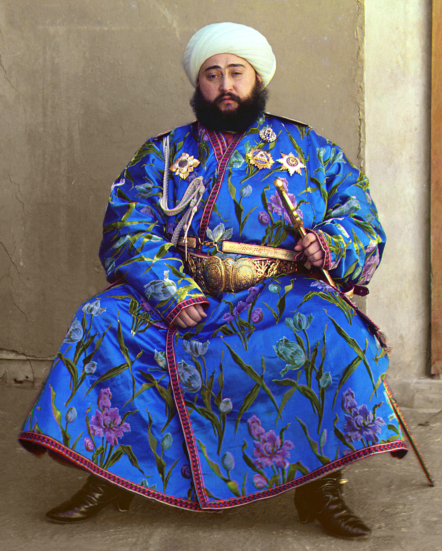
Mohammed Alim Khan, émir de Boukhara. Photo prise en 1911, par Sergueï Prokoudine-Gorski au cours de son travail de documentation sur l'Empire Russe.

Émir est un titre de noblesse utilisé dans le monde musulman. En arabe, أمير ʾamīr est celui qui donne des ordres, mot lui-même dérivé du verbe أَمَرَ ʾamara (commander).
Le mot « émir » peut signifier « prince » (« émira » désignant « princesse ») lorsqu'il désigne une personne régnant sur un territoire, ou « général » lorsqu'il désigne un commandant d'armée. On remarque ainsi que ce titre peut être comparé à celui de duc du monde européen.
Le territoire dirigé par un émir se nomme émirat (principauté en français).
Le terme émir peut également être porté comme prénom, orthographié dès lors « Amir » (ou « Amira » au féminin).
Le terme amiral est dérivé de ce titre. Une première étymologie le donne comme dérivé de la locution أمير البحر ʾamīr al baḥr (« émir/prince de la mer »)[réf. souhaitée], étymologie par la suite contestée au profit de la locution ʾamīr al ālī (« très grand chef »).

## En arabe

### Amīr al-mu’minīn
Amīr al-mu’minīn est habituellement traduit par « commandeur des croyants ». C’est le titre donné au représentant suprême des musulmans, porté dans les premiers temps de l'islam par le calife. Le terme a été latinisé comme Miramolinus, d'où en français Miramolin, tandis qu'en grec on trouve la forme "Améroumnis" (Αµερουµνης) voire "Mirmnis" (Μηρµνης).
Le roi du Maroc porte, aujourd'hui, le titre de Commandeur des croyants, mais il n'est reconnu par aucun autre pays musulman.

### Amīr al-muslimīn
Amīr al-muslimīn est le titre donné aux sultans et signifiant « prince des musulmans ». Ce titre a été utilisé par Abû Yûsuf Ya`qûb ben `Abd al-Haqq sultan Mérinide qui en 1269, se proclame « prince des musulmans » (amīr al-muslimīn) pour ne pas prendre le titre califal de « commandeur des croyants » (amīr al-mu’minīn).

### Amīr al-'umarā'
Le titre d’amīr al-'umarā' « émir des émirs » a été donné au Xe siècle au commandant des armées califales. Il a ensuite été porté par les grands émirs bouyides lors de leur mise sous tutelle du califat à partir de 945. Ce titre est ensuite repris par les Seldjoukides lorsqu’ils prennent la succession des Bouyides en 1055.

## En persan

### Amīr-e olūs
Amīr-e olūs « prince de la nation » un équivalent d'amīr al-'umarā' dans le contexte de la dynastie des Ilkhanides.

### Amīr-e tūmān
Amīr-e tūmān « émir de dix-mille (hommes) » est le titre d’un chef militaire conduisant une armée de 10 000 hommes. L’armée était divisée en groupes de dix, cent, mille et dix mille hommes. À l’époque Kadjar, la vente des titres va le déprécier. Malgré un décret limitant à sept le nombre de titulaires de ce titre, il y en avait plus d’une centaine.

### Amīr-e laškar
Amīr-e laškar « émir de l’armée » est un titre militaire Iranien équivalent à celui de général qui a été aboli par Reza Pahlavi, lors de son accession au trône (1925). Sous les Kadjar, les titres d’amīr-e laškar et d’amīr-e tūmān coexistent jusqu’à leur abolition.

### Amir-e nezām
Le titre d’Amīr-e nezām « émir de l’armée » a été utilisé pendant la période Kadjar, il ne semble pas avoir été en usage aux périodes antérieures. Il semble être l’équivalent de général en chef. En Azerbaïdjan, au début du XIXe siècle, ce titre a été introduit dans le cadre d’une réforme de l’armée par le commandant en chef de la garde du prince royal. Après 1900, ce titre disparaît. En Iran, à la fin de l’époque Kadjar, avec la vénalité des titres, il devient un simple titre de parade. Les derniers titulaires n’avaient même plus de lien avec l’armée.

### Amīr-e haras
L’amīr-e haras « émir des gardes » est, à la cour des Abbassides, l’officier chargé du maintien de l’ordre à l’intérieur du palais. Cet office perd de son importance avec les Seldjoukides.

### Autres
- Amīr-e ǰāndār[15] « émir des gardes (du corps) » titre porté par le chef de la garde du sultan.
- Amīr-e selāh[16] « émir des armes » titre porté par celui qui est chargé de porter l’armure et des armes du sultan.
- Amīr-e ākhor[17] « émir des écuries » titre porté par celui qui est chargé des chevaux du sultan.